# The Exorcism of Emily Rose
The Exorcism of Emily Rose (tạm dịch: Lễ trừ tà của Emily Rose) là bộ phim tòa án kinh dị của Hoa Kỳ phát hành vào năm 2005, do Scott Derrickson làm đạo diễn cùng sự với sự tham gia của diễn viên Laura Linney và Tom Wilkinson. Bộ phim theo chân Bruner, một người theo Thuyết bất khả tri trong khi đang là một luật sư bào chữa cho thân chủ là một Linh Mục tên là Wilkinson, người bị cáo buộc tội giết người sau khi thực hiện hành vi trừ tà. Bộ phim dựa trên một câu chuyện có thật về Anneliese Michel, với khung cảnh của phim chủ yếu là tại một tòa án, khi những sự kiện có liên quan và dẫn đến buổi trừ tà được miêu tả thông qua nhiều cảnh hồi tưởng.

## Nội dung
Luật sư Erin Bruner (Laura Linney) nhận lời tham gia bào chữa cho một vị linh mục, Cha Richard Moore, (Tom Wilkinson) khi ông bị cáo buộc tội danh giết người khi thực hiện một chuỗi các hành vi mang tính chất tâm linh lên cô gái tên là Emily Rose (Jennifer Carpenter), có bao gồm một buổi lễ trừ tà không thành công và khiến cô mất mạng. Trong thời gian xét xử, phía bên nguyên đặt ra giả thuyết cho rằng Emily có thể trải qua những triệu chứng của cả hai căn bệnh động kinh và tâm thần. Bruner sau đó giải thích rằng cả việc dùng thuốc hay các hình thức trị liệu khác đều không có kết quả với Emily, khiến gia đình cô phải nhờ sự can thiệp từ phía Nhà thờ.
Những cảnh trích từ cuộc sống của Emily được trình chiếu dưới dạng hồi ức trong lúc các nhân chứng đang thực hiện việc lấy lời khai. Trong đó có nhiều cảnh mà Emily đang biểu hiện việc bị quỷ dữ chiếm lấy, với nhiều sự việc đi đến cao trào trong khoảng thời gian lúc 3 giờ sáng. Sau khi gặp nhiều sự cố trên, cô rời khỏi trường và trở về sống với cha mẹ cô, những người lúc đó không hề biết được điều kiện sức khỏe lúc bấy giờ của cô. Họ sau đó phải nhờ cậy sự giúp đỡ từ Cha Moore, người có được sự cho phép của Nhà thờ để thực hiện việc trừ tà.
Trong quá trình xét xử, Bruner phải bắt đầu trải qua nhiều sự kiện kì lạ diễn ra trong khoảng thời gian 3 giờ sáng. Moore cảnh báo rằng cô đang bị các thế lực bóng tối nhắm đến vì sự dính dáng của cô trong vụ kiện. Moore sau đó giải thích rằng 3 giờ sáng là khoảng "giờ thiêng", khi các thế lực quỷ dữ đã sử dụng nó để đá đểu giáo lý Ba Ngôi vào lúc 3 giờ chiều, theo thông tục là giờ mà Chúa Giê-su qua đời.
Bruner sau đó quyết định gọi cho Tiến sĩ Sadira (Shohreh Aghdashloo), một giáo sư chuyên về Nhân loại học và Tâm thần học để chất vấn. Adani tham gia phiên tòa và chia sẻ việc nhiều nền tin ngưỡng và quan niệm về tâm linh của nhiều nền văn hóa khác nhau dẫn đến việc chiếm hữu linh hồn và trích dẫn quyển sách A Separate Reality của Carlos Castaneda nhằm phê chuẩn cho khả năng bị chiếm hữu của Emily. Dù vậy, bên nguyên cho rằng phần làm chứng này là một điều Giả khoa học.
Bác sĩ khoa nội Cartwright, người có mặt trong lễ trừ tà, miễn cưỡng tham gia phiên tòa và sau đó đưa cho Bruner một bản thu âm được thực hiện trong buổi trừ tà hôm đó. Trong khi Moore bật đoạn ghi âm lên trong phiên tòa khi đang chất vấn, bộ phim cũng cùng lúc trình chiếu đoạn hồi ức về buổi trừ tà ấy. Nó diễn ra trong một đêm Halloween mưa gió, vì Moore tin rằng "Đêm đó dễ dàng mời gọi các thế lực quỷ dữ". Emily ban đầu tỏ ra điềm tĩnh nhưng sau đó nhảy ra ngoài cửa sổ và chạy đến kho thóc. Họ theo cô đến đó, nơi họ gặp phải những cơn gió kì lạ và những tiếng thét của quỷ dữ. Trong lúc đang thực hiện việc trừ tà, họ phát hiện có tới sáu con quỷ đang cư ngụ bên trong Emily, sau đó chúng tự xưng danh tên của mình theo các loại ngôn ngữ khác nhau, bao gồm Cain, Nero, Giuđa Ítcariốt, Legion, Belial và Lucifer.
Khi bác sĩ Cartwright không tham dự phiên tòa như dự kiến, Bruner tìm thấy ông đang đứng ở đằng sau tòa án, nơi ông cáo lỗi vì việc không tham gia phiên tòa, sau đó ông vô tình bị một chiếc xe đâm phải và qua đời.
Với việc nhân chứng quan trọng qua đời, Bruner sau đó phải nhờ Moore đứng ra chất vấn thêm lần nữa. Ông ta đọc lá thư của Emily viết cho ông trước khi cô qua đời. Trong đó, cô diễn tả một sự kiện diễn ra sau buổi trừ tà hôm đó, khi cô run rẩy bước ra khỏi nhà và trong lúc cô đang trong tình trạng xuất hồn, cô gặp Đức Mẹ hiện ra, nơi bà nói rằng quỷ dữ sẽ không buông tha cho cô nên cô được chọn sẽ phải chết để chấm dứt sự đau đớn hoặc sống để là bằng chứng cho sự hiện diện của cả Chúa trời lẫn quỷ dữ. Emily sau cùng chọn sẽ ở lại, sau đó trên tay cô có xuất hiện vết thương được xem như là dấu Thánh, khiến Moore tin rằng đó là dấu hiệu tình thương của Chúa cho cô. Phía bên nguyên sau đó cho rằng đó chỉ là vết thương do cô tự tạo ra do bám chặt vào dây gai quanh nhà.
Cha Moore sau cùng bị tòa án kết tội; dù vậy, thẩm phán sau đó chấp nhận lời đề nghị từ bồi thẩm đoàn và giảm nhẹ thời gian bắt giữ của Cha. Bruner sau đó nhận được nhã ý được thăng cấp trong công ty của cô, nhưng cô từ chối và từ chức. Cô sau đó cùng Cha Moore đến trước mộ của Emily, nơi bia mộ cô được chính Cha chạm trổ câu Kinh Thánh mà cô thuật lại vào đêm trước lúc cô qua đời: Thư của Thánh Paulus gửi tín hữu Thành Phillip, Chương 2, câu 12b - "Work out your own salvation with fear and trembling" (Dịch: " Anh em hãy biết run sợ mà gắng sức lo sao cho mình được cứu độ")

## Diễn viên
- Jennifer Carpenter trong vai Emily Rose
- Laura Linney trong vai Erin Christine Bruner
- Tom Wilkinson trong vai Father Richard Moore
- Campbell Scott trong vai Ethan Thomas
- Colm Feore trong vai Karl Gunderson
- Mary Beth Hurt trong vai Judge Brewster
- Henry Czerny trong vai Tiến sĩ Briggs
- Shohreh Aghdashloo trong vai Tiến sĩ Sadira Adani

## Sản xuất
Kịch bản phim được viết bởi đạo diễn Scott Derrickson và Paul Harris Boardman; nhằm tôn vinh sự đóng góp của Boardman và nhiều người khác trong bộ phim, Derrickson bỏ đi dòng chữ ghi tên "bộ phim của" truyền thống trước đây. Theo DVD tường thuật của Derrickson, anh chọn Boardman làm nhà đồng biên kịch cho anh vì Derrickson nhìn nhận anh như là một người sùng đạo và chính bản thân Boardman là một kẻ không quá tin tưởng vào việc tín ngưỡng và tin rằng cả hai sẽ đưa kịch bản phim theo hai phối cảnh khác nhau, nhằm đưa bộ phim truyền đạt được đến những người ủng hộ việc giải thích bộ phim theo hướng tín ngưỡng/siêu nhiên lẫn hướng thế tục/y học hiện đại.
Nhân vật Emily Rose được lấy cảm hứng từ một câu chuyện có thật của Anneliese Michel, một người phụ nữ trẻ gốc Đức theo đạo Công giáo mất vào năm 1976 sau khi trải qua một buổi trừ tà không thành công từ sau khi cô sử dụng thuốc trị bệnh tâm thần. Phiên tòa thật lúc đó chấp nhận cô có những triệu chứng của bệnh động kinh và chối bỏ bất cứ ý tưởng nào về một thế lực siêu nhân trong vụ việc đó. Hai mục sư có liên quan đến buổi trừ tà, bao gồm cả cha mẹ của cô, bị kết tội ngộ sát và nhận án tù giam, gây nên không ít tranh cãi. Mộ của Michel trở thành nơi diễn ra nhiều cuộc hành hương của nhiều người mộ đạo, những người tin rằng cô phải chuộc lỗi cho thánh thần cho tuổi trẻ đầy tội lỗi của mình và vinh danh cô như một vị thánh không chính thức.
Hans-Christian Schmid, một đạo diễn người Đức cũng dựa trên câu chuyện này của Michel để thực hiện bộ phim Requiem được ra mắt hồi cuối năm 2006.

## Đón nhận
Tính đến tháng 4 năm 2012, The Exorcism of Emily Rose đạt doanh thu khoảng 144,2 triệu đô-la Mỹ trên toàn cầu. Vào năm 2006, Liên đoàn các nhà phê bình phim của Chicago liệt bộ phim vào danh sách "100 Bộ phim đáng sợ nhất" tại vị trí thứ 86. Jennifer Carpenter, người thực hiện các cảnh quay "nhập hồn quỷ dữ" trong phim mà không cần sử dụng các hiệu ứng nào, thắng giải "Diễn xuất Đáng sợ nhất" tại lễ trao giải MTV Movie Awards năm 2006; dù vậy, theo trang đánh giá Rotten Tomatoes, bộ phim nhận được các đánh giá trái chiều từ phía các nhà phê bình. Roger Ebert miêu tả bộ phim "hấp dẫn nhưng lúng túng" và nói bộ phim "yêu cầu một nơi thế tục như tòa án, phải quyết định một chuyện mà tòa không thể có khả năng giải quyết". Ebert dù vậy cũng đề cao phần kịch bản của phim. Paul Arendt từ BBC tán dương phần diễn xuất từ Jennifer Carpenter.
Bộ phim cũng nhận được 45% kết quả tích cực trên Rotten Tomatoes, dựa trên 150 bài đánh giá. Dựa theo Metacritic, bộ phim đạt tổng điểm 46/100, dựa trên 32 bài đánh giá.